# Snamjanka
Snamjanka (ukrainisch Знам'янка; russisch Знаменка/Snamenka) ist eine Stadt im Osten der Oblast Kirowohrad in der Ukraine mit etwa 23.000 Einwohnern (2016). Bis Juli 2020 war sie das Verwaltungszentrum des gleichnamigen Rajons Snamjanka.

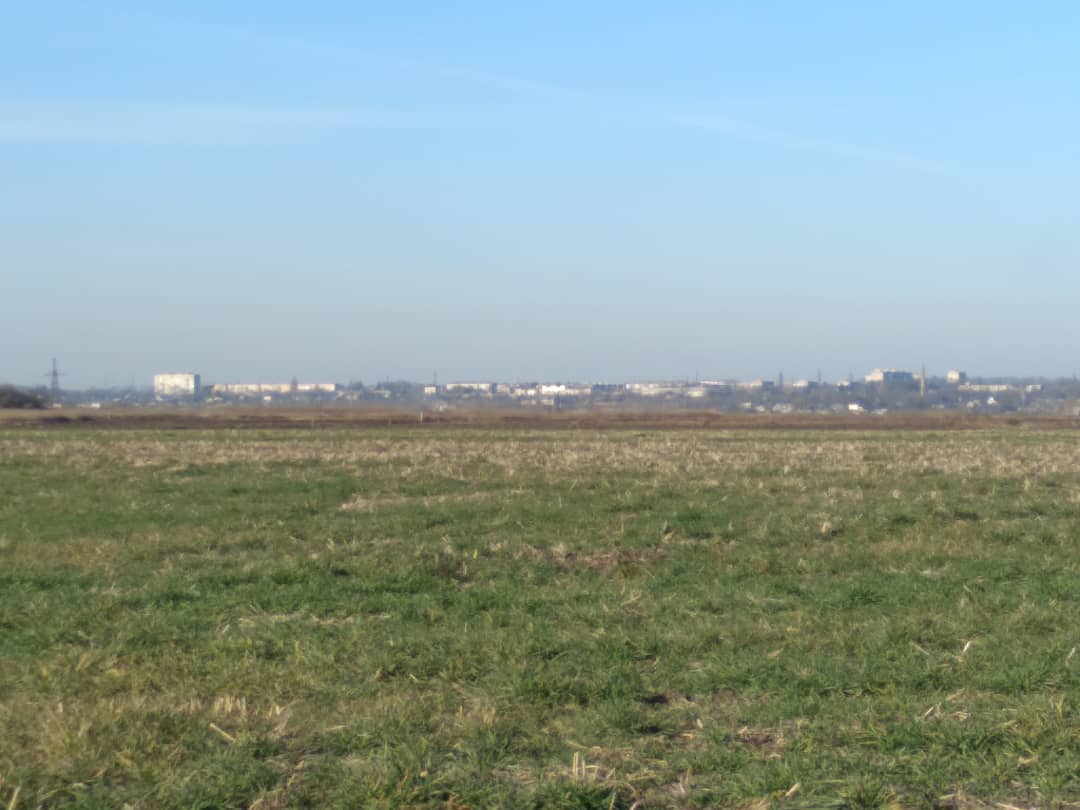
Blick auf die Stadt von Süden

## Geographie
Der sich um den Bahnhof gruppierende Ort liegt etwa 38 Kilometer nordwestlich der Rajonshauptstadt Kropywnyzkyj. Es gibt einen Schwarzwald in der Nähe der Stadt.
Bei Snamjanka beginnt die Fernstraße M 04, eine Teilstrecke der Europastraße 50, die nach Osten bis nach Krasnodon und weiter an die russische Grenze führt. Unter der Bezeichnung N 01 führt die Straße in nordwestlicher Richtung bis nach Kiew.

## Geschichte

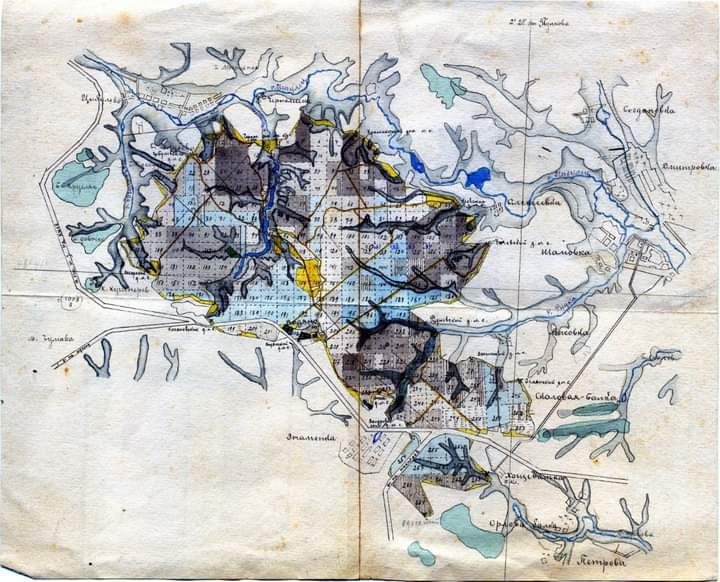
Karte vom Ende des 19. Jahrhunderts

Snamjanka wurde 1869 als Bahnhof gegründet, als Bahnhofssiedlung im Zuge des Baus der Eisenbahnverbindung von Odessa nach Charkiw und erhielt den Namen nach einem nahegelegenen Dorf, das 1730 von Einwanderern aus Zentralrussland gegründet wurde (heute Snamjanka Druha). Im Jahr 1886 143 Einwohner. Im Jahr 1913 lebten hier etwa 6.000 Menschen.

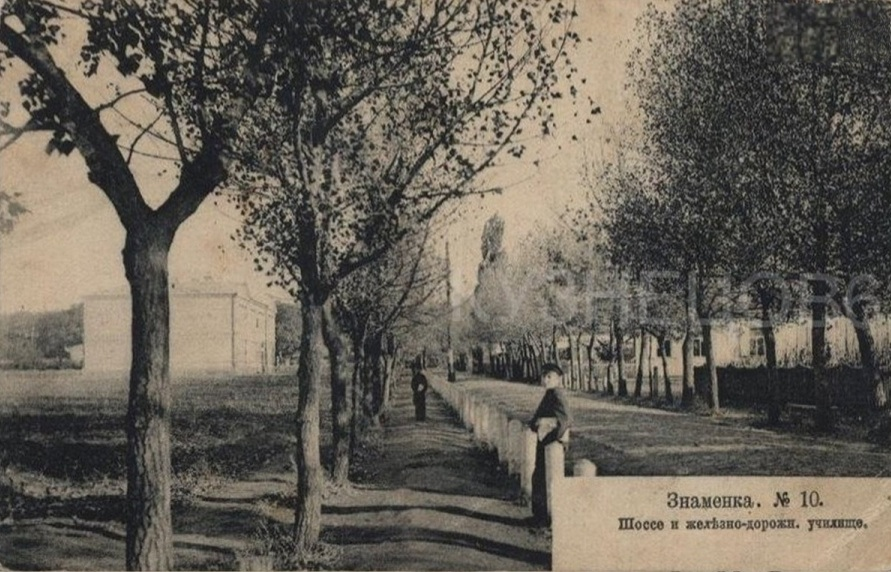
Hauptstraße im Jahr 1915

Nach dem Zusammenbruch des Russischen Reiches und dem Beginn des Bürgerkriegs geriet die Stadt unter Kontrolle der Ukrainischen Volksrepublik und der Republik Cholodnyj Jar. 1920 eroberten die sowjetischen Truppen schließlich im dritten Versuch die Stadt. Nicht weniger als 891 Einwohner von Snamjanka starben während des Holodomor (1932–1933) und der politischen Repressionen. Den Status einer Stadt hat sie seit 1938.

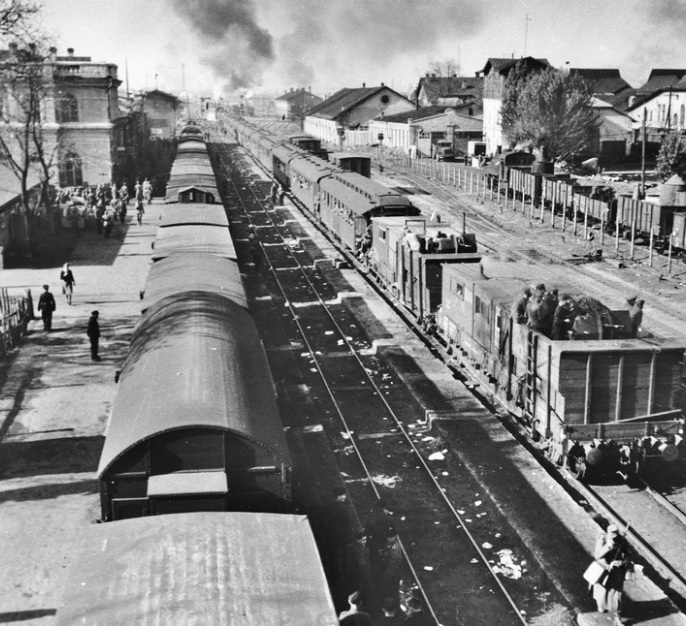
Deutsche Züge in der Stadt

Im Zweiten Weltkrieg war die Stadt vom 5. August 1941 bis zum 9. Dezember 1943 von deutschen Truppen besetzt. Die Deutschen erschossen 753 und folterten 188 Zivilisten, 1121 Menschen wurden zur Zwangsarbeit nach Deutschland deportiert.
1962 wurde die Bahnstrecke Snamjanka–Pjatychatky elektrifiziert. In den 1960er-Jahren wurden 5-stöckige Wohngebäude errichtet. Zum 25. Jahrestag der Befreiung Snamjankas von den Nazis wurde 1968 im Zentrum der 14 Meter hohe Obelisk des Ruhmes aufgestellt. 1977 wurde davor ein Stadtkulturpalast eröffnet und in den 1980er-Jahren 9-stöckige Wohngebäude.

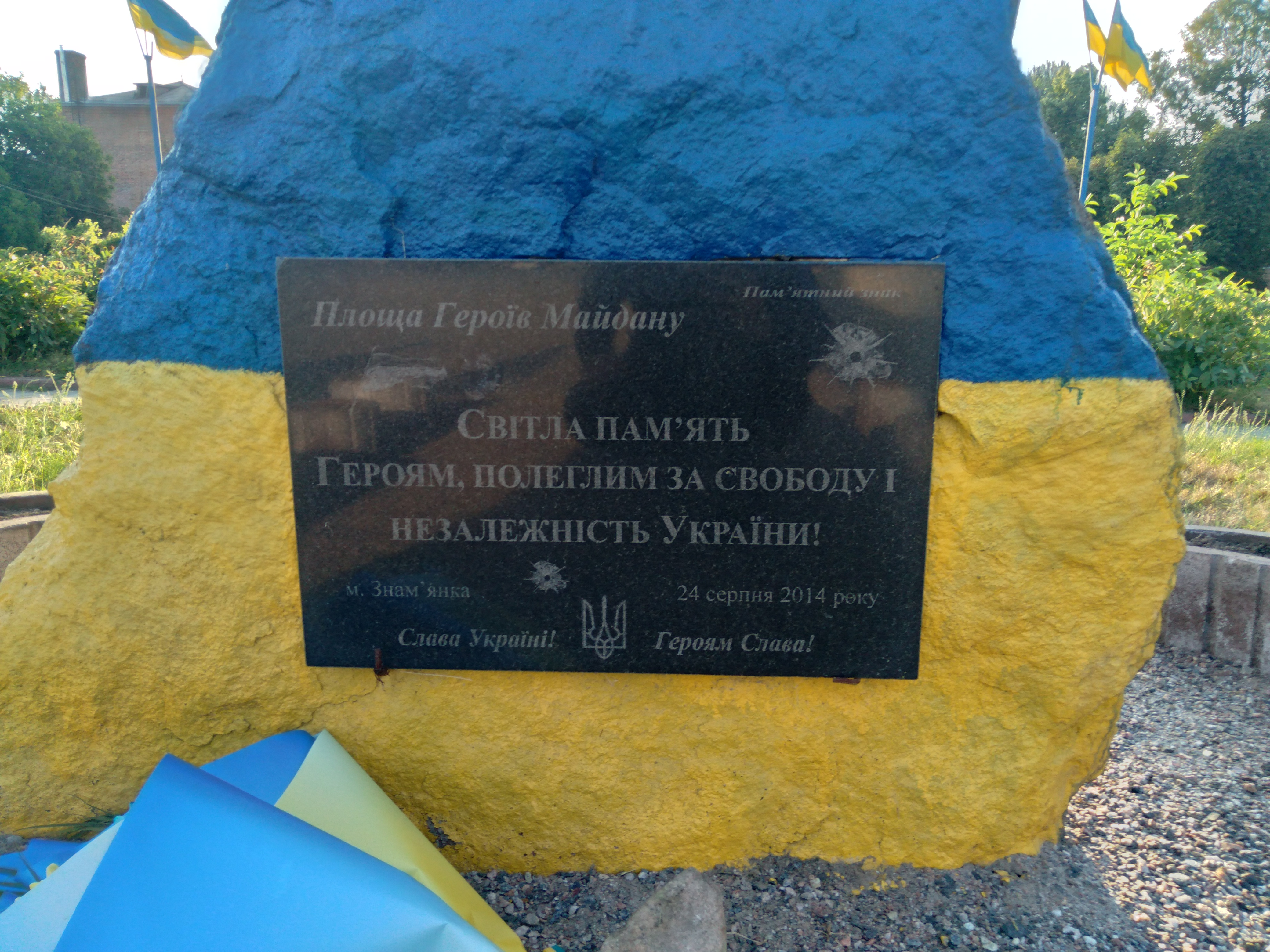
Ein Denkmal für die Euromaidan-Ereignisse

Während des Krieges im Donbass nahmen mehr als tausend Einwohner der Stadt an Feindseligkeiten teil. 12 starben, die Hauptstraße der Stadt ist nach einem von ihnen (Viktor Holyj) benannt.

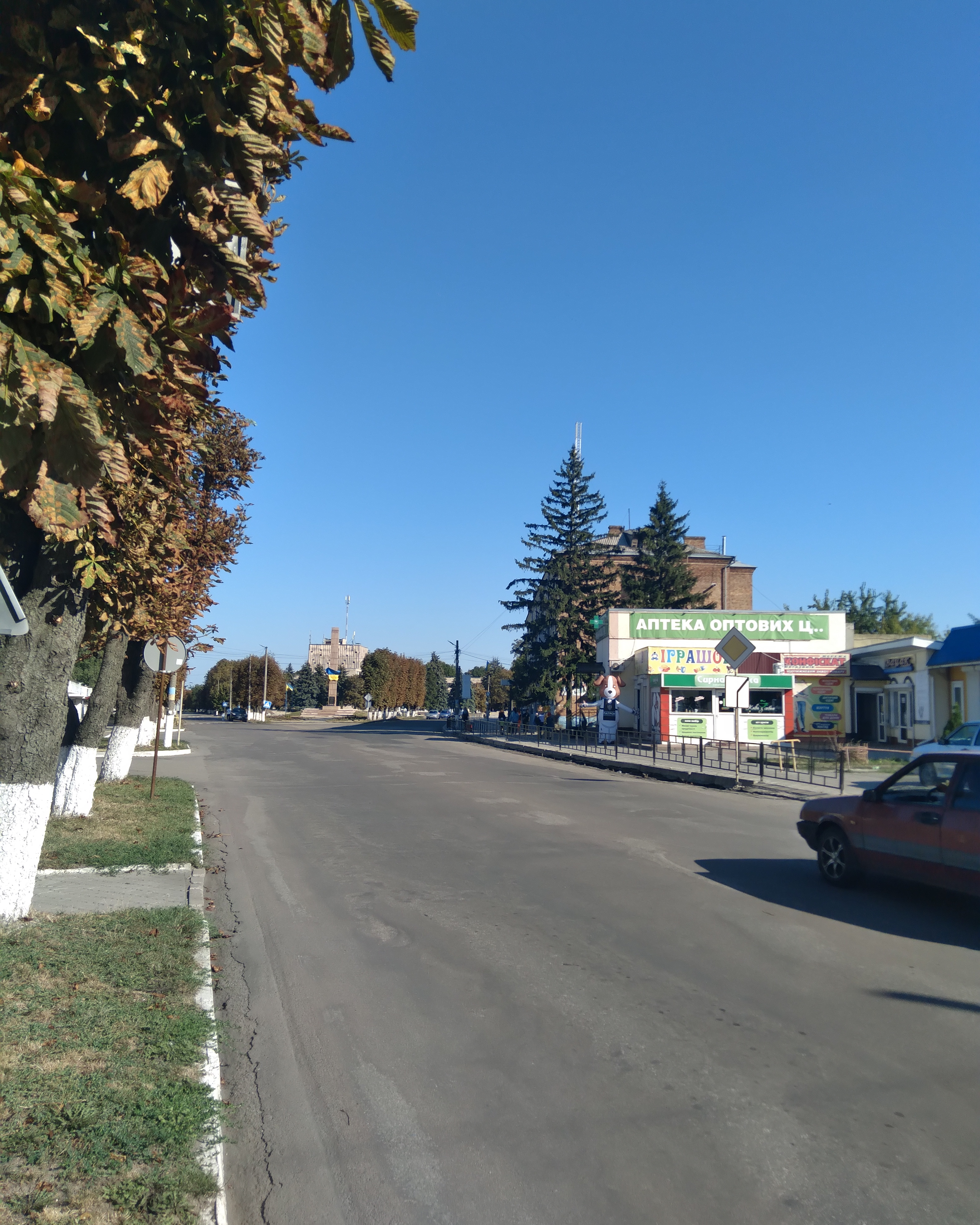
Stadtzentrum

Während der Russischen Invasion in der Ukraine wurde Snamjanka zum Zufluchtsort für mehrere tausend Flüchtlinge aus dem Südosten des Landes

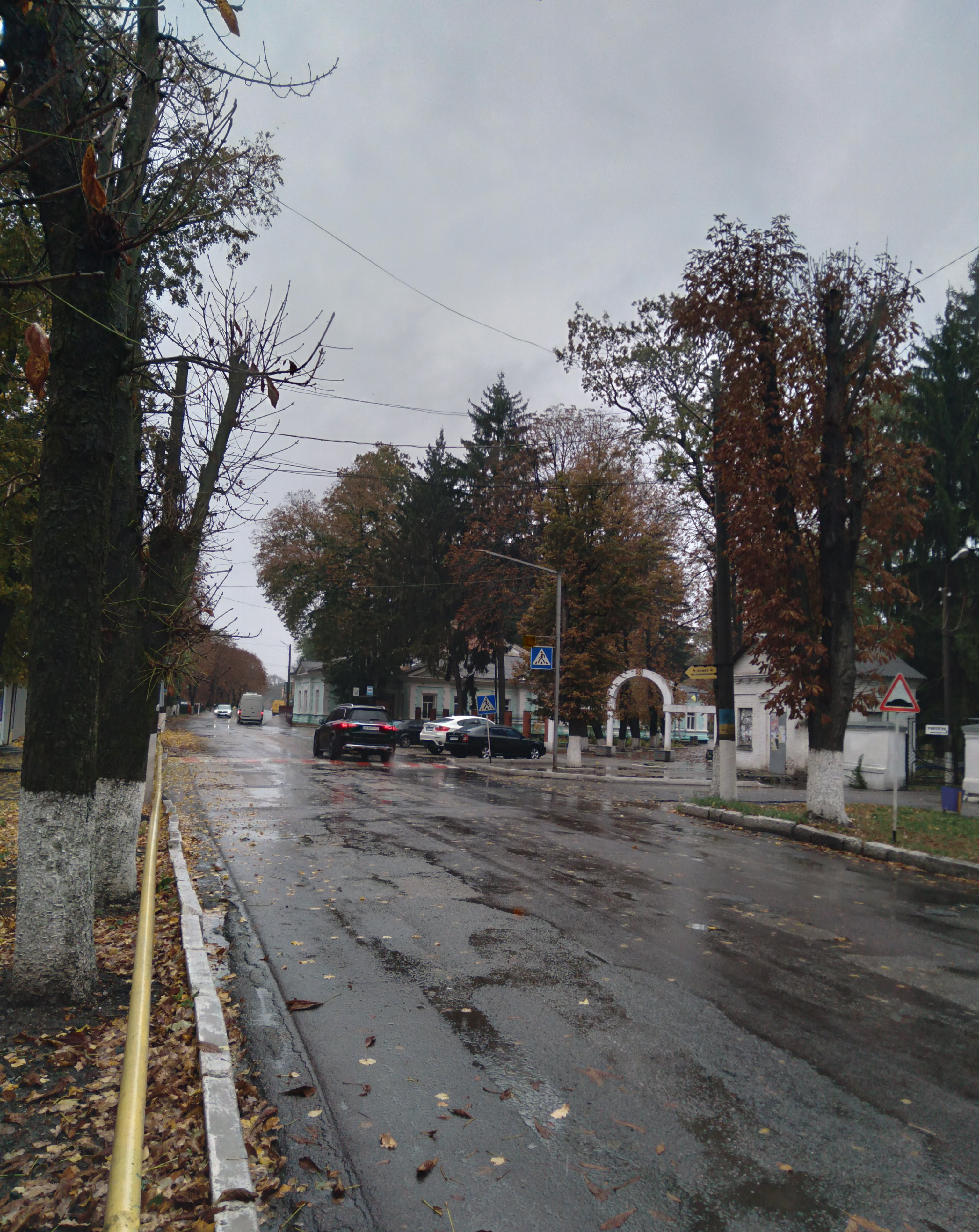
Haus von Mykola Lysenko

In der Stadt sind mehrere Gebäude aus dem Ende des 19. Jahrhunderts erhalten geblieben, das älteste davon ist das Haus von Mykola Lysenko, dessen Bruder Andrij Lysenko der erste Chefarzt des Snamjanka-Krankenhauses war.

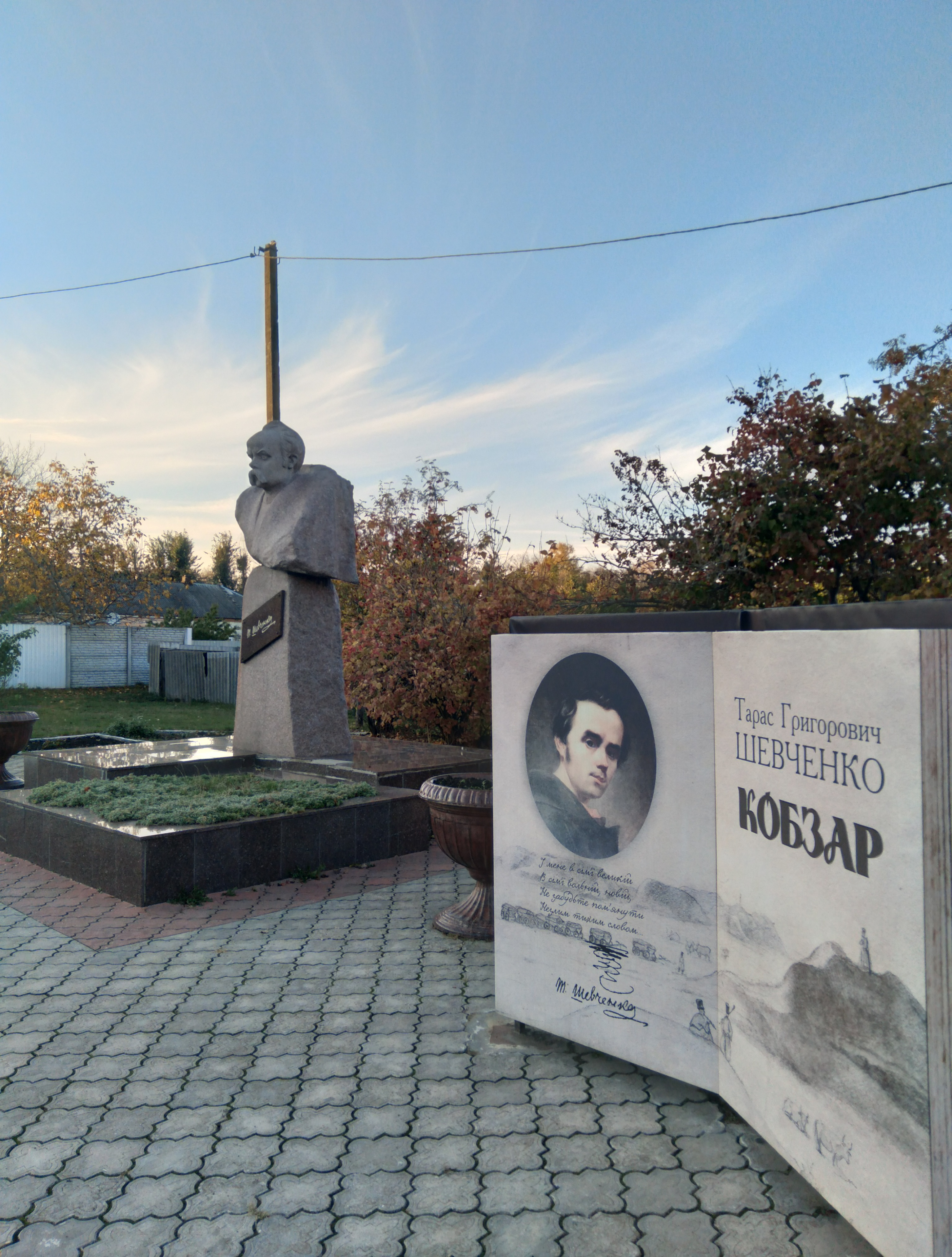
Denkmal für Taras Schewtschenko

In Snamjanka lebten auch Nachkommen von Taras Schewtschenko, einer von ihnen, Wjatscheslaw Schkoda, war der initiator des Baus des Denkmals für den Dichter.

## Verwaltungsgliederung
Am 12. Juni 2020 wurde die Stadt zum Zentrum der neugegründeten Stadtgemeinde Snamjanka (Знам'янська міська громада/Snamjanska miska hromada). Zu dieser zählen die Siedlung städtischen Typs Snamjanka Druha und 4 in der untenstehenden Tabelle aufgelisteten Dörfer, bis dahin bildete sie zusammen mit der Siedlung städtischen Typs Snamjanka Druha und dem Dorf Wodjane die gleichnamige Stadtratsgemeinde Snamjanka (Знам'янська міська рада/Snamjanska miska rada) unter Oblastverwaltung im Zentrum des ihn umgebenden Rajons Snamjanka.
Am 17. Juli 2020 kam es im Zuge einer großen Rajonsreform zum Anschluss des Rajonsgebietes an den Rajon Kropywnyzkyj.
Folgende Orte sind neben dem Hauptort Snamjanka Teil der Gemeinde:
| Name                     | Name              | Name                                  |
| ukrainisch transkribiert | ukrainisch        | russisch                              |
| ------------------------ | ----------------- | ------------------------------------- |
| Nowooleksandriwka        | Новоолександрівка | Новоалександровка (Nowoaleksandrowka) |
| Petrowe                  | Петрове           | Петрово (Petrowo)                     |
| Snamjanka Druha          | Знам'янка Друга   | Знаменка Вторая (Snamenka Wtoraja)    |
| Sokilnyky                | Сокільники        | Сокольники (Sokolniki)                |
| Wodjane                  | Водяне            | Водяное (Wodjanoje)                   |

## Bevölkerungsentwicklung
| 1923  | 1926  | 1939   | 1959   | 1970   | 1979   | 1989   | 2001   | 2005   | 2010   | 2016   |
| ----- | ----- | ------ | ------ | ------ | ------ | ------ | ------ | ------ | ------ | ------ |
| 7.324 | 9.050 | 14.604 | 22.297 | 27.393 | 29.336 | 33.828 | 29.412 | 27.528 | 25.073 | 23.201 |

Quelle: 

## Söhne und Töchter der Stadt
- Andrij Chripta (* 1986), Straßenradrennfahrer
- Lilija Zarusch (* 2006), Snookerspielerin